# Olifant India
Olifant India is een kunstwerk in Amsterdam Nieuw-West.
Het was een van de 105 olifanten die in 2009 deelnamen aan de Olifantenparade (Elephant Parade) in Amsterdam. Deze olifant, die in de buurt met de koosnaam Fantje wordt aangeduid, is een kunstzinnige Aziatische olifant ontworpen door Rasamee Kongchan beschilderd door de Thaise kunstenares Tippawan Pokpong in kleurige bloemmotieven. Na de Olifantenparade werden de beelden per veiling verkocht. De gemeente Amsterdam zou 6.000 euro voor het beeld geboden hebben. Ze zette het neer op de oevers van de Burgemeester Cramergracht in de noordoosthoek van de rotonde met de kruising Jan Evertsenstraat en Burgemeester Van de Pollstraat aan de Sloterplas. Aan die Sloterplas staat ook de olifant van Jan Meefout, ze staat op het omheinde terrein van het Sloterparkbad.